# Gångstråk Stockholm

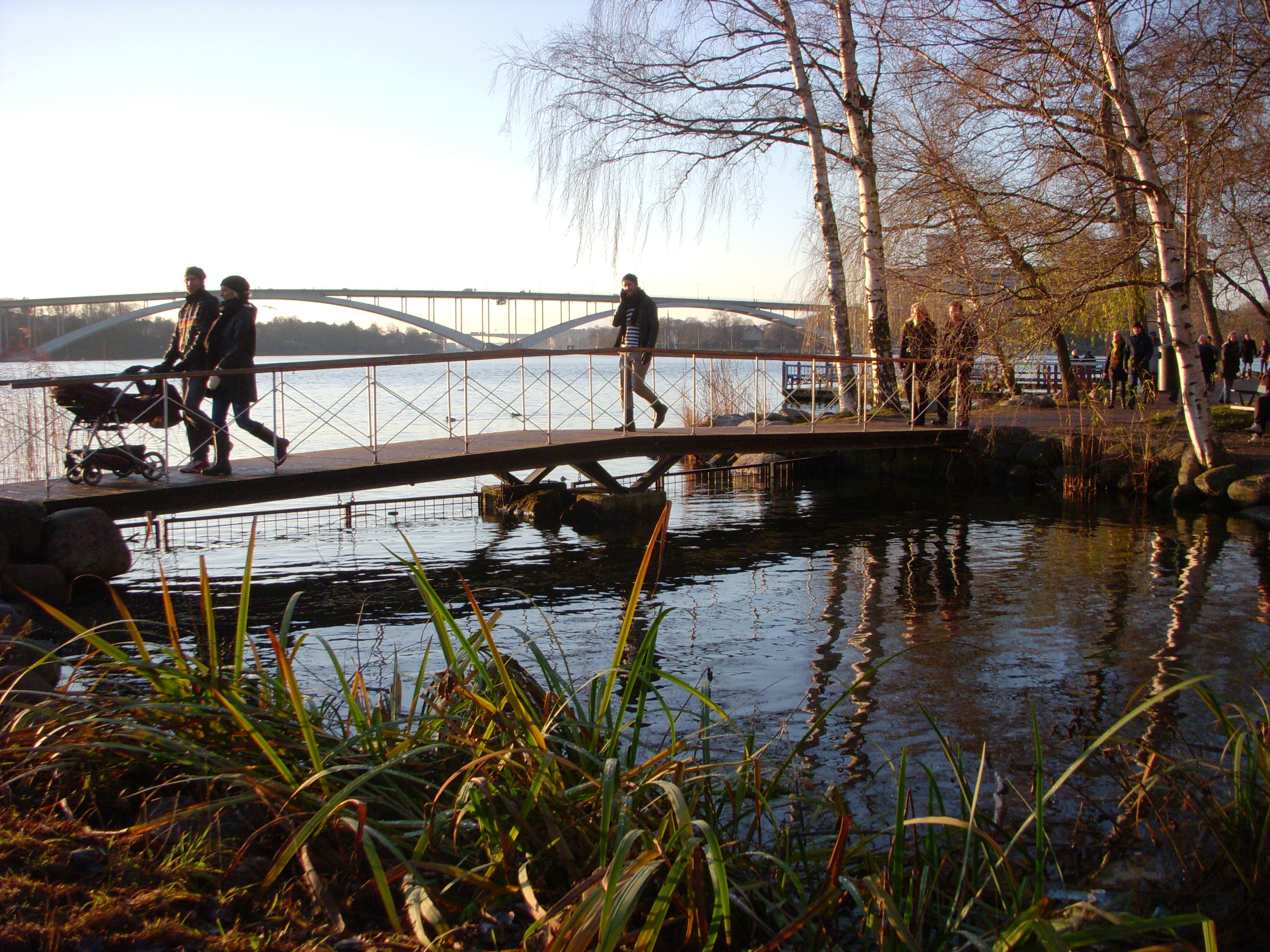
Norr Mälarstrands strandpromenad ingår i Vällingbystråket och Hässelbystråket.

Gångstråk Stockholm är samlingsnamnet på 27 promenadstråk som sammanlänkar de inre och yttre delarna av Stockholm och dess omgivningar, samtidigt som de inbjuder till vardagsmotion. Stråkens sammanlagda längd är 52 mil.
19 huvudstråk börjar i Stockholms utkanter eller i närliggande kommuner och sträcker sig i en strålformation till Stortorget i Gamla stan där de har sin slutpunkt. Huvudstråken följer tunnelbane- och pendeltågslinjerna och angör samtliga 17 pendeltågsstationer inom en radie på 15 km från Stockholm Central samt samtliga 100 tunnelbanestationer. 
Åtta tvärstråk sammanbinder viktiga centra utmed de olika spårförbindelserna. Tre av tvärstråken bildar fullständiga ringleder med hjälp av pendelbåtstrafik över Saltsjön. Tanken vid planeringen var att främja folkhälsan samt att finna gena, trevliga gångstråk i lugna miljöer utan bilbuller. Stråken skulle, om möjligt, sträcka sig i parker och grönområden samt utmed vatten och gärna förbi intressanta hus och platser. 
Initiativet till Gångstråk Stockholm togs år 2010 av Mäster Olofsgården, hemgården i Gamla stan, i samarbete med Stockholms stads idrottsförvaltning. Under senare år har även trafikkontoret deltagit i projektet genom att bekosta tryck av papperskartor.

## Kartor
På Motionera.stockholm/gangstrak finns nedladdningsbara detaljerade kartor som beskriver gångstråkens sträckningar samt vilka sträckor som är belysta. På kartorna anges även backar, trappor med antal steg, utsiktspunkter, bibliotek och caféer.

## Samtliga 19 huvudstråk (i alfabetisk ordning)
På Motionera.stockholm/gangstrak finns senaste uppdateringar av gångstråkskartorna. 
Där finns även åtta nya tvärstråk omfattande sammanlagt 14 mil samt alternativa sträckningar till huvudstråken och tvärstråken omfattande sammanlagt 9 mil. 
| Stråk                 | Längd (km) | Motto                                                                             | Stråk nr |
| --------------------- | ---------- | --------------------------------------------------------------------------------- | -------- |
| Akallastråket         | 17         | Från 1700-talsby till Stockholms Silicon Valley.                                  | 5        |
| Djurgårdsstråket      | 8          | Museirunda på vackra Djurgården.                                                  | 11       |
| Farstastråket         | 13         | Stockholms utbyggnadshistoria längs tunnelbanans Farstagren.                      | 15       |
| Fruängenstråket       | 9          | Förr spårvagn, nu tunnelbana.                                                     | 18       |
| Hagsätrastråket       | 11         | Från underskattade Högdalstuppar via uppskattad hockeyborg till omskattad skrapa. | 16       |
| Hjulstastråket        | 17         | Möt hela världen inom gångavstånd.                                                | 4        |
| Huddingestråket       | 19         | Utmed Södra Stambanan mot kulturminnesmärkt järnvägsbro.                          | 17       |
| Hässelbystråket       | 20         | Ett pärlband av Mälarbad.                                                         | 1        |
| Mörbystråket          | 12         | Längs Edsviken och Brunnsviken med sikte mot Wenner-Gren-skrapan.                 | 7        |
| Nackastråket          | 9          | Mycket vatten, fin utsikt, intressanta miljöer men också många trappor.           | 12       |
| Norra Lidingöstråket  | 15         | Konferenshotell på parad och gasklockor i förvandling.                            | 9        |
| Norsborgsstråket      | 23         | En dryg halvmaraton utmed längsta tunnelbanegrenen.                               | 19       |
| Näsbyparkstråket      | 19         | Utmed Stora och Lilla Värtan till kunskapsborgar i nationalstadspark.             | 8        |
| Saltsjö-Duvnässtråket | 10         | Utmed Järla och Sickla sjöar plus båt över Hammarby sjö.                          | 13       |
| Skarpnäckstråket      | 10         | Förenar de som bor utmed Linje 17 även till fots.                                 | 14       |
| Sollentunastråket     | 17         | Gröna lungor genom kyrkogårdar och exmilitärt fält.                               | 6        |
| Spångastråket         | 18         | Förbi hästar i trav mot Pampas och innerstad.                                     | 3        |
| Södra Lidingöstråket  | 16         | Från lantliga Lidingö till stadspromenad på Östermalm.                            | 10       |
| Vällingbystråket      | 19         | Från 1950-talets stadsdelsvision till nationalromantiskt stadshus.                | 2        |

| Kartor – Stockholms gångstråk |
| --- |
| Alla gångstråk Akallastråket Djurgårdsstråket Farstastråket Fruängenstråket Hagsätrastråket Hjulstastråket Huddingestråket Hässelbystråket Mörbystråket Nackastråket Norra Lidingöstråket Norsborgsstråket Näsbyparkstråket Saltsjö-Duvnässtråket Skarpnäckstråket Sollentunastråket Spångastråket Södra Lidingöstråket Vällingbystråket |